# Свинцева ручка
Свинцева ручка (англ. inkless metal pen) - ручка-олівець із свинцевим стержнем. Пишучим елементом ручки служить свинцевий наконечник, що суттєво збільшує строк функціонування такої ручки. 

## Відео
- http://www.youtube.com/watch?v=AfZ-DOCc3AE [Архівовано 26 травня 2011 у Wayback Machine.]